# Csököly
Csököly is een plaats (község) en gemeente in het Hongaarse comitaat Somogy. Csököly telt 1161 inwoners (2001).